# ألبرت فيش (سياسي)
ألبرت فيش هو سياسي كندي، ولد في 1922، وتوفي في 5 أبريل 2006 بسبب نوبة قلبية. نشط حزبياً في الحزب الكندي التقدمي المحافظ. وقد انتخب عضو مجلس العموم الكندي.